# Гура-Мотична
Гура-Мотична (пол. Góra Motyczna) — село в Польщі, у гміні Жиракув Дембицького повіту Підкарпатського воєводства. Населення — 1038 осіб (2011).
У 1975-1998 роках село належало до Тарновського воєводства.

## Демографія
Демографічна структура станом на 31 березня 2011 року:
|          | Загалом | Допрацездатний вік | Працездатний вік | Постпрацездатний вік |
| -------- | ------- | ------------------ | ---------------- | -------------------- |
| Чоловіки | 500     | 118                | 325              | 57                   |
| Жінки    | 538     | 109                | 313              | 116                  |
| Разом    | 1038    | 227                | 638              | 173                  |